# Besik Kuduhov
Besik Kuduhov (n. 15 august 1986, Tskhiloni⁠(d), Akhalgori Municipality⁠(d), Osetia de Sud – d. 29 decembrie 2013, Ținutul Krasnodar, Rusia) a fost un luptător ce a reprezentat Rusia, medaliat olimpic. A participat la două ediții ale Jocurilor Olimpice (2008, 2012) în care a câștigat o medalie de argint și o medalie de bronz.